# Санта-Эуфемия-де-Празинс
Санта-Эуфемия-де-Празинс (порт. Santa Eufémia de Prazins)  —  район (фрегезия) в Португалии,  входит в округ Брага. Является составной частью муниципалитета  Гимарайнш. Находится в составе крупной городской агломерации Большое Минью. По старому административному делению входил в провинцию Минью. Входит в экономико-статистический  субрегион Аве, который входит в Северный регион. Население составляет 1274 человека на 2001 год. Занимает площадь 2,51 км².
Покровителем района считается Евфимия Всехвальная (порт. Santa Eufémia). 